# Мелимука Сергій Миколайович
Сергі́й Микола́йович Мелимука́ (22 жовтня 1975, с. П'ятничани — 14 липня 2015) — майор (посмертно) Збройних сил України. З жовтня 2014 по березень 2015 року та від червня 2015 брав участь у боях на сході України. Учасник боїв за Дебальцеве.

## Життєпис
Народився 1975 року в селі П'ятничани Чемеровецького району (із 2020 року Кам'янець-Подільського району), у 1980-х роках з родиною переїхав до міста Кам'янець-Подільський. 1991 року закінчив 8 класів Кам'янець-Подільської ЗОШ № 5, по тому — сільськогосподарський технікум; на літніх канікулах працював помічником комбайнера.
З 1990-х років служив у лавах Збройних Сил України, закінчив військово-інженерний інститут при Подільській державній аграрно-технічній академії. Пройшов шлях від командира інженерного взводу до командира інженерної роти, 534-й окремий інженерно-саперний батальйон «Тиса» зі складу 128-ї гірсько-піхотної бригади.
Брав участь у боях під Дебальцевим. Під командуванням Сергія сапери встановили мінні загорожі на ВОП «Льоха» під Санжарівкою. У бою 21 січня 2015 року окупаційні війська, що спробували здійснити прорив опорного пункту, зазнали втрат на цих мінних полях.
Завдяки діяльності капітана Мелимуки було знешкоджено кілька сотень ворожих мін, снарядів, інших вибухонебезпечних предметів.
14 липня 2015 року під час виконання завдань з перевірки надійності мінних укріплень біля українсько-російського кордону при селі Болотене Станично-Луганського району 5 військовослужбовців підірвалися на вибуховому пристрої з розтяжкою, усі загинули: капітани Сергій Мелимука та Микола Михайлишин, старший солдат Юрій Бабко, солдати Валентин Загородній й Вадим Ситніков.
17 липня 2015 року похований у рідному селі на Чемеровеччині.
Без Сергія залишилися мама, сестра та дві доньки.

## Нагороди та вшанування
За особисту мужність, сумлінне та бездоганне служіння Українському народові, зразкове виконання військового обов'язку відзначений — нагороджений
- нагороджений орденом Богдана Хмельницького ІІІ ступеня (21.03.2016, посмертно), медалями.
- почесний громадянин міста Кам'янця-Подільського (посмертно).
- 27 квітня 2016 року на будівлі кам'янецької ЗОШ № 5 відкрито меморіальну дошку Сергію Мелимуці.